# Kinas administrativa indelning
Folkrepubliken Kina är indelad i administrativa enheter på fyra nivåer under centralregeringen: Den första nivån utgörs av enheter på provinsnivå, den andra utgörs av enheter på prefekturnivå, den tredje utgörs av enheter på häradsnivå och den fjärde av enheter på sockennivå. Under dessa finns byar och grannskapsenheter som kan sägas utgöra en femte administrativ nivå. På alla nivåer finns flera typer av enheter.

## Bakgrund
Allt sedan den förste kejsaren av Qindynastin skapade den första centralstaten har Kina i regel organiserats i territoriella enheter som lyder direkt under centralmakten. Kinas territoriella organisering har haft stora variationer sedan dess och ofta maskerat lokala intressesfärer, i synnerhet under de perioder Kina varit uppdelat i olika stater.
Den territoriella indelning Kina har idag går i huvuddrag tillbaka på den som rådde under Qingdynastin (1644-1911), men en rad nya administrativa begrepp har också introducerats under inflytande från Sovjetunionen.

### Partiets roll
För att säkerställa kommunistpartiets makt finns det en struktur med partisekreterare som löper parallellt med den officiella administrativa indelningen. Partisekreterarna övervakar den civila förvaltningen och står i regel högre i partihierarkin än ämbetsmännen i den civila förvaltningen.

### Termer som kan förvirra
De flesta av de administrativa enheterna - provinser, autonoma regioner, byar etc - är oproblematiska att användam, även om det inte alltid finns en fast standard för hur de översätts till svenska. "Städer", (shì 市), däremot kan förvirra eftersom de återfinns på olika administrativa nivåer. En stad på den lägsta nivå –- häradsnivån – ingår således nästan alltid tillsammans med  andra enheter på denna nivå i städer på en högre nivå – prefekturnivå, subprovinsnivå eller i ett av Kinas fyra storstadsområden, som  är enheter på provinsnivå. De högre nivåernas städer är däremot geografiskt åtskilda och kan inte ingå i varandra. På nivån under häradsnivå – sockennivån – finns sedan 
köpingar (zhen 镇) vilka ibland omtalas som "småstäder".

## Översiktstabell
I kinesiska namn på administrativa enheter ingår som regel en kortform för enhetens typ. Några sådana kortformer står nedan inom parentes.
| Kinesiskt namn    | Pinyin                     | Svenskt namn                   |
| 省级行政区        | Shěng jí xíngzhèngqū       | Enheter på provinsnivå         |
| 省                | shěng                      | provins                        |
| 自治区            | zìzhìqū                    | autonom region                 |
| 直辖市            | zhíxiáshì                  | storstadsområde                |
| 特别行政区        | tèbié xíngzhèngqū          | särskild administrativ region  |
| 地级行政区        | Dì jí xíngzhèngqū          | Enheter på prefekturnivå       |
| 地区              | dìqū                       | prefektur                      |
| 自治州            | zìzhìzhōu                  | autonom prefektur              |
| 地级市 (市)       | dì jí shì (shì)            | stad på prefekturnivå          |
| 副省级城市 (市)   | fù shěng jí chéngshì (shì) | subprovinsiell stad            |
| 盟                | méng                       | (mongoliskt) förbund           |
| 县级行政区        | Xiàn jí xíngzhèngqū        | Enheter på häradsnivå          |
| 县                | xiàn                       | härad                          |
| 自治县            | zìzhìxiàn                  | autonomt härad                 |
| 县级市 (市)       | xiàn jí shì (shì)          | stad på häradsnivå             |
| 市辖区 (区)       | shì xiáqū (qū)             | stadsdistrikt                  |
| 旗                | qí                         | ajmag (banér, fana eller klan) |
| 自治旗            | zìzhì qí                   | autonomt ajmag                 |
| 林区              | lín qū                     | skogsbruksdistrikt             |
| 特区              | tèqū                       | särskilt distrikt              |
| 乡级行政区        | Xiāng jí xíngzhèngqū       | Enheter på sockennivå          |
| 乡                | xiāng                      | socken                         |
| 民族乡            | mínzú xiāng                | etnisk minoritetssocken        |
| 镇                | zhèn                       | köping, småstad                |
| 街道办事处 (街道) | jiēdào bànshì chù (jiēdào) | stadsdelsdistrikt              |
| 区公所            | qū gōngsuǒ                 | häradsdistrikt                 |
| 苏木              | sū mù                      | sum (mongoliskt distrikt)      |
| 民族苏木          | mínzú sū mù                | etnisk minoritets-sum          |
| 村级自治组织      | Cūn jí zìzhì zǔzhī         | Enheter på bynivå              |
| 村                | cūn                        | by                             |
| 社区              | shèqū                      | grannskap                      |
| 嘎查              | gā chá                     | gatsaa (mongolisk by)          |

Flera enheter ovan saknar etablerade svenska översättningar. Denna tabell använder de begrepp som för närvarande är vanligast på svenskspråkiga Wikipedia.

## Provinsnivå
Kinas nuvarande provinsindelning i det egentliga Kina går i huvudsak tillbaka till Qingdynastin, som var den första kejsardynastin som skapade en permanent provinsförvaltning.
Enheter på provinsnivå har samma rank i statsapparaten som ministerier under statsrådet, vilket betyder att ministerier inte kan ge direkt order till provinsregeringar.
Idag finns det finns fyra olika typer av administrativa regioner på provinsnivå: provinser (省), autonoma områden (自治区), särskilda administrativa regioner (特别行政区) och storstadsområden (直辖市).

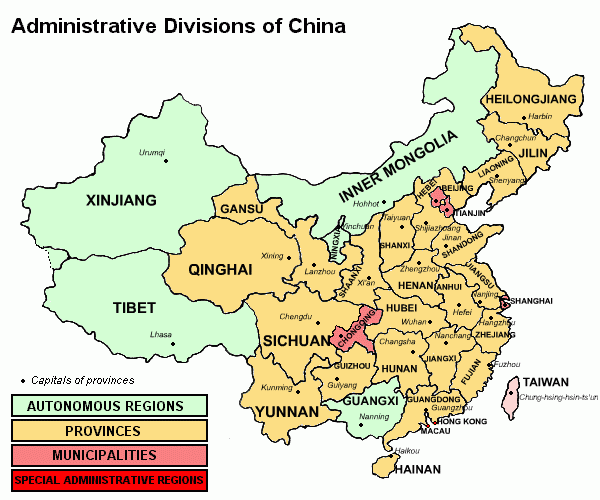
Engelskspråkig karta över Kinas administrativa indelning.

### Provinser
- Anhui (安徽)
- Fujian (福建)
- Gansu (甘肃)
- Guangdong (广东)
- Guizhou (贵州)
- Hainan (海南)
- Hebei (河北)
- Heilongjiang (黑龙江)
- Henan (河南)
- Hubei (湖北)
- Hunan (湖南)
- Jiangsu (江苏)
- Jiangxi (江西)
- Jilin (吉林)
- Liaoning (辽宁)
- Qinghai (青海)
- Shaanxi (陕西)
- Shandong (山东)
- Shanxi (山西)
- Sichuan (四川)
- Yunnan (云南)
- Zhejiang (浙江)

### Autonoma områden
- Guangxi (广西)
- Inre Mongoliet (Nèi Měnggǔ 内蒙古)
- Ningxia (宁夏)
- Tibet (西藏)
- Xinjiang (新疆)

### Storstadsområden direkt under centralregeringen
- Peking (北京)
- Chongqing (重庆)
- Shanghai (上海)
- Tianjin (天津)

### Särskilda administrativa regioner
- Hongkong (香港)
- Macao (Àomén 澳门)

### Taiwan
Officiellt hävdar både regeringen i Peking och den i Taiwans huvudstad Taipei att det bara finns "ett Kina", och att Taiwan är en av detta Kinas provinser. Flertalet stater, däribland Sverige, erkänner bara Folkrepubliken och har som en konsekvens inga direkta diplomatiska förbindelser med Taiwan. Taiwan har erbjudits en "återförening" med Fastlandskina under konceptet ett land - två system men fungerar i praktiken sedan länge som ett självständigt land. Taiwanesiska strävanden efter formell självständighet efter demokratiseringen av landet har lett till stora spänningar mellan Kina och Taiwan samtidigt som deras ekonomier har blivit allt mer sammanvävda.[källa behövs]

## Prefekturnivå
Prefekturerna går tillbaka på en tidigare administrativ enhet som kallades fŭ 府 eller zhōu 州 i kejsartidens Kina. Prefekten övervakade en grupp härader inom sin jurisdiktion och hade ibland andra specialiserade funktioner.
Idag motsvaras prefekturen av begreppet dìqū 地区 och de flesta prefekturer har omorganiserats till städer på prefekturnivå. I områden med en stor befolkning av etniska minoriteter finns det autonoma prefekturer (kinesiska: 自治州?, pinyin: zìzhìzhōu).
I Inre Mongoliet finns det tre prefekturer som går under benämningen "förbund" eller ajmag (kinesiska: 盟?, pinyin: méng), Xilingol, Hinggan och Alxa. Det mongoliska förbunden går tillbaka till gamla administrativa indelningar från Qingdynastin som även har motsvarigheter i republiken Mongoliet.

## Häradsnivå
Häradet (kinesiska: 县?, pinyin: xiàn), ibland översatt med "län" på svenska, är en territoriell administrativ enhet i Kina på tredje nivån under provinser och prefekturer.
Idag kan ett härad kan omfatta flera hundratusen invånare, och häradena har också fått nya indelningar. Allt fler härad med stora tätorter räknas idag som städer på häradsnivå. I urbaniserade områden i storstadsområden och städer på prefekturnivå ingår stadsdistrikt som enhet på häradsnivå. Det finns det särskilda etniskt motiverade typer av härad som baner (eller fänikor) i Inre Mongoliet och autonoma härad för olika etniska grupper. I Tibet kallas enheter på häradsnivå för dzong, vilket betyder "fort", något som  går tillbaka på administrativa förhållanden  i det gamla Tibet före 1959. Slutligen finns det olika typer av särskilda områden på häradsnivå som skogs- och gruvdistrikt.
Städer på subprefekturnivå (kinesiska: 副地级市?, pinyin: fùdìjíshì) är en inofficiell beteckning på vissa städer på häradsnivå som oftast lyder direkt under provinsregeringen. Anledningen till den annorlunda benämningen är att kadrerna som arbetar i städer på subprefekturnivå rankas en halv nivå högre och har större befogenheter än kadrer som arbetar i orter på häradsnivå.
Exempel på städer på subprefekturnivå är Jiyuan (i Henan), Xiantao, Qianjiang och Tianmen (Hubei), Manzhouli (Inre Mongoliet), Shihezi, Tumushuk, Aral, and Wujiaqu (Xinjiang).

## Sockennivå
Under kejsartiden fanns det inga fasta administrativa enheter under häraderna, utan myndigheterna fick istället samverka med de byar, marknadsstäder och andra samhällen som fanns inom häradsgränsen med informella metoder i samarbete med lokala eliter. Särskilt viktiga var köpingarna eller marknadsstäderna i det äldre Kina, som både saknade en muromgärdad huvudort och egna formella administrativa strukturer, men som var viktiga platser för varuutbyte, migration och religiös aktivitet.
Först under 1900-talet fick köpingarna (zhèn 镇) och socknarna (xiāng 乡) en egen administrativ nivå i den officiella administrativa hierarkin. Köpingarna och socknarna ligger på samma nivå i den administrativa hierarkin, där de förra är mindre tätorter och de senare utgör en grupp byar eller bosättningar på landsbygden.

### Köpingar
Köpingen befinner sig på samma administrativa nivå som den kinesiska socknen med den skillnaden att köpingen har en högre grad av urbanisering än en socken och köpingen är ofta centralorten i ett härad.

### Folkkommuner
Under det Stora språnget ersattes socknarna på landsbygden av självförsörjande folkkommuner, vilket fick förödande konsekvenser för folkförsörjningen åren 1959-62. Folkkommunerna bibehölls dock som administrativa enheter och avskaffades inte förrän åren 1982.

## Bynivå
Byarna har traditionellt aldrig varit en administrativ enhet i Kina utan varit informella bosättningar av olika slag med stor lokal variation. I större delen av Kina har bönder levt i byar av olika slag, med undantag för Sichuan-provinsen där bönder levat i mera utspridda bosättningar. I många fall ha byborna starka sociala band med varandra och det finns byar där alla har samma familjenamn. I de områden i sydöstra Kina där hakka-folket bor är det vanligt med befästa byar.
Idag är byn (cūn 村) den lägsta administrativa nivån i Kina och sedan 1979 har centralregeringen experimenterat med att låta byborna utse byledningen i direkta val. Idag beräknas cirka 90 procent av alla byar utse sin byledning i sådana val.

## Statistik över Kinas administrativa enheter
| Statistisk överblick över Folkrepubliken Kinas administrativa enheter（2004) |                                                  |                                                  |                                        |                                        |                                        |                                        |                                      |                                      |                                      |                                      |                                      |
| Sedan 20 december 1999 (Macaos återlämnande till Kina) har Folkrepubliken Kina 34 administrativa enheter på provinsnivå: 23 provinser (inkl. Taiwan), fem autonoma regioner, fyra direktstyrda städer och två särskilda administrativa regioner. |                                                  |                                                  |                                        |                                        |                                        |                                        |                                      |                                      |                                      |                                      |                                      |
| Enheter på provinsnivå (första nivån) | Enheter på provinsnivå (första nivån)            | Enheter på provinsnivå (första nivån)            | Enheter på prefekturnivå (andra nivån) | Enheter på prefekturnivå (andra nivån) | Enheter på prefekturnivå (andra nivån) | Enheter på prefekturnivå (andra nivån) | Enheter på häradsnivå (tredje nivån) | Enheter på häradsnivå (tredje nivån) | Enheter på häradsnivå (tredje nivån) | Enheter på häradsnivå (tredje nivån) | Enheter på häradsnivå (tredje nivån) |
| Namn | Förkortning                                      | Provinshuvudstad eller Regeringssäte             | Prefekturer                            | Städer på prefekturnivå                | Autonoma prefekturer (zhou)            | Förbund (meng)                         | Härader (xian)                       | Autonoma härader                     | Städer på häradsnivå                 | Stadsdistrikt                        | Banér (qi) och andra enheter1        |
| Peking | 京 Jīng                                          | Dongchengdistriktet                              | -                                      | -                                      | -                                      | -                                      | 2                                    | -                                    | -                                    | 16                                   | -                                    |
| Tianjin | 津 Jīn                                           | Hepingdistriktet                                 | -                                      | -                                      | -                                      | -                                      | 3                                    | -                                    | -                                    | 15                                   | -                                    |
| Hebei | 冀 Jì                                            | Shijiazhuang                                     | -                                      | 11                                     | -                                      | -                                      | 108                                  | 6                                    | 22                                   | 36                                   | -                                    |
| Shanxi | 晋 Jìn                                           | Taiyuan                                          | -                                      | 11                                     | -                                      | -                                      | 85                                   | -                                    | 11                                   | 23                                   | -                                    |
| Inre Mongoliet | 内蒙 Neimeng                                     | Hohhot                                           | -                                      | 9                                      | -                                      | 3                                      | 17                                   | -                                    | 11                                   | 21                                   | 52                                   |
| Liaoning | 辽 Liáo                                          | Shenyang                                         | -                                      | 14                                     | -                                      | -                                      | 19                                   | 8                                    | 17                                   | 56                                   | -                                    |
| Jilin | 吉 Jí                                            | Changchun                                        | -                                      | 6                                      | 1                                      | -                                      | 18                                   | 3                                    | 20                                   | 19                                   | -                                    |
| Heilongjiang | 黑 Hēi                                           | Harbin                                           | 1                                      | 12                                     | -                                      | -                                      | 45                                   | 1                                    | 19                                   | 65                                   | -                                    |
| Shanghai | 沪 Hù                                            | Huangpudistriktet                                | -                                      | -                                      | -                                      | -                                      | 1                                    | -                                    | -                                    | 18                                   | -                                    |
| Jiangsu | 苏 Sū                                            | Nanjing                                          | -                                      | 13                                     | -                                      | -                                      | 25                                   | -                                    | 27                                   | 54                                   | -                                    |
| Zhejiang | 浙 Zhè                                           | Hangzhou                                         | -                                      | 11                                     | -                                      | -                                      | 35                                   | 1                                    | 22                                   | 32                                   | -                                    |
| Anhui | 皖 Wǎn                                           | Hefei                                            | -                                      | 17                                     | -                                      | -                                      | 56                                   | -                                    | 5                                    | 44                                   | -                                    |
| Fujian | 闽 Mǐn                                           | Fuzhou                                           | -                                      | 9                                      | -                                      | -                                      | 45                                   | -                                    | 14                                   | 26                                   | -                                    |
| Jiangxi | 赣 Gàn                                           | Nanchang                                         | -                                      | 11                                     | -                                      | -                                      | 70                                   | -                                    | 10                                   | 19                                   | -                                    |
| Shandong | 鲁 Lǔ                                            | Jinan                                            | -                                      | 17                                     | -                                      | -                                      | 60                                   | -                                    | 31                                   | 49                                   | -                                    |
| Henan | 豫 Yù                                            | Zhengzhou                                        | -                                      | 17                                     | -                                      | -                                      | 88                                   | -                                    | 21                                   | 50                                   | -                                    |
| Hubei | 鄂 È                                             | Wuhan                                            | -                                      | 12                                     | 1                                      | -                                      | 37                                   | 2                                    | 24                                   | 38                                   | 1                                    |
| Hunan | 湘 Xiāng                                         | Changsha                                         | -                                      | 13                                     | 1                                      | -                                      | 65                                   | 7                                    | 16                                   | 34                                   | -                                    |
| Guangdong | 粤 Yuè                                           | Guangzhou                                        | -                                      | 21                                     | -                                      | -                                      | 41                                   | 3                                    | 23                                   | 54                                   | -                                    |
| Guangxi | 桂 Guì                                           | Nanning                                          | -                                      | 14                                     | -                                      | -                                      | 56                                   | 12                                   | 7                                    | 34                                   | -                                    |
| Hainan | 琼 Qióng                                         | Haikou                                           | -                                      | 2                                      | -                                      | -                                      | 4                                    | 6                                    | 6                                    | 4                                    | -                                    |
| Chongqing | 渝 Yú                                            | Yuzhongdistriktet                                | -                                      | -                                      | -                                      | -                                      | 17                                   | 4                                    | 4                                    | 15                                   | -                                    |
| Sichuan | 川 Chuān (蜀 Shǔ)                                | Chengdu                                          | -                                      | 18                                     | 3                                      | -                                      | 120                                  | 4                                    | 14                                   | 43                                   | -                                    |
| Guizhou | 黔 Qián (贵 Guì)                                 | Guiyang                                          | 2                                      | 4                                      | 3                                      | -                                      | 56                                   | 11                                   | 9                                    | 10                                   | 2                                    |
| Yunnan | 滇 Diān (云 Yún)                                 | Kunming                                          | -                                      | 8                                      | 8                                      | -                                      | 79                                   | 29                                   | 9                                    | 12                                   | -                                    |
| Tibet | 藏 Zàng                                          | Lhasa                                            | 6                                      | 1                                      | -                                      | -                                      | 71                                   | -                                    | 1                                    | 1                                    | -                                    |
| Shaanxi | 陕 Shǎn (秦 Qín)                                 | Xi'an                                            | -                                      | 10                                     | -                                      | -                                      | 80                                   | -                                    | 3                                    | 24                                   | -                                    |
| Gansu | 甘 Gān (陇 Lǒng)                                 | Lanzhou                                          | -                                      | 12                                     | 2                                      | -                                      | 58                                   | 7                                    | 4                                    | 17                                   | -                                    |
| Qinghai | 青 Qīng                                          | Xining                                           | 1                                      | 1                                      | 6                                      | -                                      | 30                                   | 7                                    | 2                                    | 4                                    | -                                    |
| Ningxia | 宁 Níng                                          | Yinchuan                                         | -                                      | 5                                      | -                                      | -                                      | 11                                   | -                                    | 2                                    | 8                                    | -                                    |
| Xinjiang | 新 Xīn                                           | Urumchi                                          | 7                                      | 4                                      | 5                                      | -                                      | 62                                   | 6                                    | 20                                   | 11                                   | -                                    |
| Hongkong | 港 Gǎng                                          | -                                                | -                                      | -                                      | -                                      | -                                      | -                                    | -                                    | -                                    | -                                    | -                                    |
| Macao | 澳 Ào                                            | -                                                | -                                      | -                                      | -                                      | -                                      | -                                    | -                                    | -                                    | -                                    | -                                    |
| Taiwan | 台 Tái                                           | Taipei                                           | -                                      | -                                      | -                                      | -                                      | -                                    | -                                    | -                                    | -                                    | -                                    |
| Andra och tredje nivåns administrativa enheter 2 | Andra och tredje nivåns administrativa enheter 2 | Andra och tredje nivåns administrativa enheter 2 | 17                                     | 283                                    | 30                                     | 3                                      | 1464                                 | 117                                  | 374                                  | 852                                  | 55                                   |
| Noter: 1: Banér och andra enheter är totalt 55: 52 banér i Inre Mongoliet (3 av dessa är autonoma banér), ett skogsområde i Hubei och två specialområden i Guizhou. 2: I andra och tredje nivåns administrativa enheter ingår inte enheter från Taiwan, Hongkong och Macao. Förutom de listade enheterna förekommer andra som landsbygdskommuner (xiang), vilka dock inte har egna "regeringar", småorter (zhen) och mindre indelningar av byar och städer. |                                                  |                                                  |                                        |                                        |                                        |                                        |                                      |                                      |                                      |                                      |                                      |

## Kulturgeografiska regioner
- Manchuriet
- Tibet
- Xinjiang
- Inre Mongoliet
- Egentliga Kina indelat i Nordkina och Sydkina